# Descangeles pygmaeus
Descangeles
Genre
Espèce
Descangeles pygmaeus, unique représentant du genre Descangeles, est une espèce fossile d'araignées aranéomorphes de la famille des Salticidae.

## Distribution
Cette espèce a été découverte dans de l'ambre de la République dominicaine. Elle date du Néogène.

## Publication originale
- Wunderlich, 1988 : Die fossilen Spinnen im dominikanischen Bernstein. Beiträge zur Araneologie, vol. 2, p. 1–378.